# Judith Wernli
Judith Wernli (* 10. Mai 1973) ist eine Schweizer Radio- und Fernsehmoderatorin. Wernli moderiert bei Radio SRF 3 den Montagvormittag.

## Leben
Wernli begann ihre Radiolaufbahn beim Lokalsender Radio Zürisee. Später war sie bei Radio Argovia tätig, bevor sie 2003 zum nationalen Sender DRS 3 (heute SRF 3) wechselte, wo sie bis diverse Sendungen moderierte. Unter anderem bis Ende November 2021 die Schweizer Musiksendung "SRF 3 punkt ch". Heute moderiert Wernli den Montagvormittag von 9 bis 12 Uhr und ist Gesprächsleiterin bei der SRF 3 Talksendung „Focus“. Nationale Bekanntheit erlangte Wernli, als sie im Dezember 2009 mit Nik Hartmann und Mario Torriani für die Benefizaktion Jeder Rappen zählt von SRF 3, Schweizer Fernsehen und Glückskette sechs Tage lang aus einem gläsernen Radiostudio auf dem Berner Bundesplatz sendete.
Nebenberuflich absolvierte Wernli an der Hochschule Luzern eine Ausbildung zur Event-Managerin. Als Moderatorin führt sie durch Veranstaltungen von Firmen, Vereinen, Organisationen oder Privatpersonen. Nebenamtlich war sie unter anderem aktiv bei der Aktion Baden zeigt Herz und bei der Badenfahrt 2017.
Seit Dezember 2021 hat Wernli den eigenen Podcast "Gemeinsam in die Zukunft" der mittwochs erscheint.
Judith Wernli ist mit dem Radiojournalisten Urs Hofstetter verheiratet. Sie lebt mit Mann und Sohn in Baden im Kanton Aargau.